# Audi Activesphere Concept
L'Activesphere est un concept car de SUV coupé électrique et autonome du constructeur automobile allemand Audi présenté le 26 janvier 2023.

## Présentation

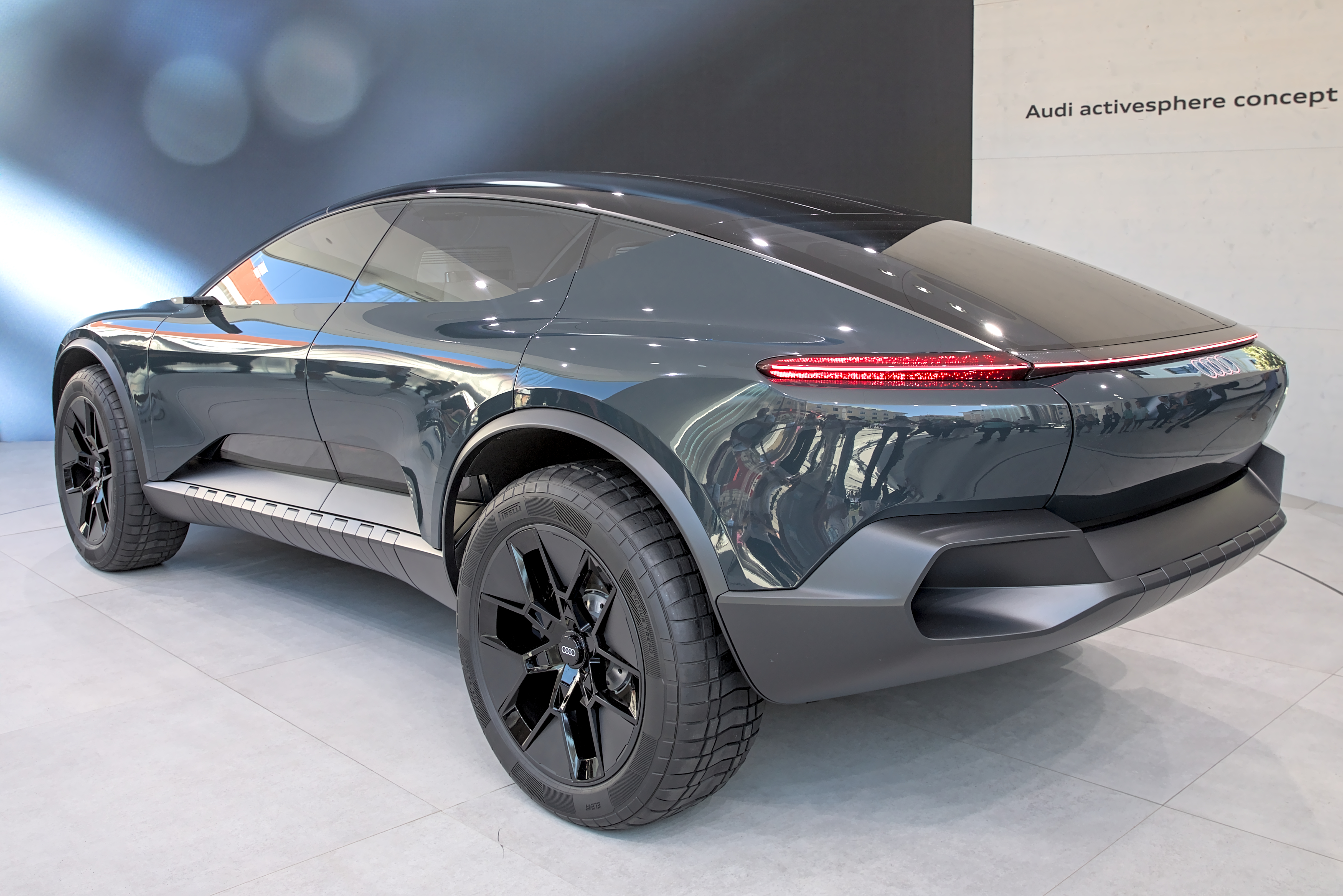
Vue de l'arrière.

L'Activesphere Concept est annoncé par le constructeur aux anneaux le 19 août 2022 par une photo teaser à l'occasion de la Monterey Car Week en Californie.
Le SUV Activesphere est le 4e opus d'un ensemble de concept cars présentés par Audi depuis août 2021 avec le Skysphere (roadster), le Grandsphere (berline 4 portes) et l'Urbansphere (monospace).